# Velletri csata (1744)
A velletri csatát 1744-ben az osztrák örökösödési háború során vívták a spanyol–nápolyi csapatok az osztrákok ellen és az előbbiek győzelmével ért véget.

## Előzmények
Pár évvel a csata előtt, 1734-ben a lengyel örökösödési háború végén a Nápolyi Királyság Ausztriától Spanyolországhoz került. (A területet 1707-ben Ausztria épp Spanyolországtól szerezte meg a spanyol örökösödési háború idején.) Dél-Itália és Szicília élén a spanyol uralom alatt alkirályok álltak. A spanyol koronához tartozó Nápoly és Szicília Farnese Erzsébet királynénak, V. Fülöp második feleségének közbenjárásának köszönhetően autonómiát kapott, amit a királyné a spanyol örökösödésből kizárt fiainak harcolt ki. A spanyol trónt ugyanis V. Fülöp első házasságából született fia, a későbbi VI. Ferdinánd kapta meg. Erzsébet előbb Parma és Piacenza hercegségeit szerezte meg a Farnesék örökségéből, majd 1734. május 10-én V. Fülöp és Erzsébet elsőszülött fia, don Carlos kapta meg Nápoly és Szicília királyságát, kivonva így az idegen fennhatóság alól.
A fiatal uralkodó pár évvel később belekeveredett az osztrák örökösödési háborúba. 1743. szeptember 13-án Nagy-Britannia, a Szárd Királyság és Ausztria Wormsban megállapodtak arról, hogy eltávolítják a Bourbonokat Nápolyból és Szicíliáról valamint arról, hogy Ausztria Piacenzát és Lombardia egyes területeit illetve Szardínia Szicíliát kapja meg.
A wormsi egyezményre válaszul Franciaország és Spanyolország újabb dinasztikus egyezményt kötött, többek között azzal a szándékkal, hogy megszerezze Milánó és Parma hercegségeit, melyeket Fülöp infánsnak, Farnese Erzsébet és Fülöp másodszülött fiának kellett megkapnia.

## A csata
1744 májusában a Lobkowitz herceg vezette osztrák erők a Róma melletti Genzanónál a Nemi-tó szélén sorakoztak fel. Velük szemben pár kilométerrel délebbre, a Monte Artemisión lévő Velletriben táborozó, Károly király és de Gages gróf vezette spanyol–nápolyi csapatok álltak fel. A két szemben álló sereg hosszasan farkasszemet nézett egymással.
Az 1744. augusztus 10-ről 11-re való éjjel Lobkowitz az ellenséges jobbszárny ellen indított meglepetésszerű támadással meg akarta szerezni Velletrit. Először úgy tűnt sikerül a terve: a meglepett spanyol csapatokat szétszórták és az álmából felriasztott Károly király csak nagy nehézségek árán, hálóruhájában elmenekülve kerülte el a fogságba esést. Az osztrákok, akik már úgy érezték, hogy megnyerték a csatát, fosztogatni kezdtek, lehetővé téve ezzel de Gages-nak és a királynak, hogy rendezzék a csapataikat és kemény csatában legyőzték az ellenséget. A csatában különösen kitűnt Raimondo di Sangro, San Severo hercege az általa vezetett capitanatai ezred élén.

## Következmények
A csata után Lobkowitz seregével Róma irányába vonult vissza, nyomában a spanyol–nápolyi csapatokkal. A csatában aratott győzelmével Károlynak sikerült megtartania trónját.

## Emlékezete
Az olasz egységet megelőző időkben a velletri csata, melyet egy itáliai állam vívott az osztrák birodalmi erőkkel, nagy népszerűségnek örvendett. Giuseppe Verdi A végzet hatalma (La forza del destino) operájának harmadik felvonása Velletriben játszódik az osztrák csapatokkal való összecsapás előestéjén.

## Fordítás
- Ez a szócikk részben vagy egészben  a   Battaglia di Velletri (1744) című olasz Wikipédia-szócikk fordításán alapul.  Az eredeti cikk szerkesztőit annak laptörténete sorolja fel. Ez a jelzés csupán a megfogalmazás eredetét és a szerzői jogokat jelzi, nem szolgál a cikkben szereplő információk forrásmegjelöléseként.